# Alice McKennis
Alice McKennis, née le 18 août 1989 à Glenwood Springs (Colorado, États-Unis), est une skieuse alpine américaine spécialisée dans l'épreuve de descente.

## Carrière
Elle fait ses débuts en coupe du monde en décembre 2008 lors d'une descente à Lake Louise. De 2009 à 2012, elle rentre six fois dans le top dix, toujours en descente, mais ne parvient pas à décrocher de podium. Elle est sélectionnée pour disputer les Jeux olympiques d'hiver de 2010 dans cette épreuve mais ne termine pas la course.
Le 12 janvier 2013, elle remporte sa première victoire en coupe du monde à l'occasion de la descente de Sankt Anton. Le 2 mars 2013, elle se fracture le plateau tibial droit lors de la descente de Garmisch-Partenkirchen. Elle termine cinquième lors des Jeux olympiques d'hiver de 2018 en descente.

## Palmarès

### Jeux olympiques
| Épreuve / Édition | Vancouver 2010 | Pyeongchang 2018 |
| Descente          | Abandon        | 5e               |

### Championnats du monde
| Épreuve / Édition | Schladming 2013 |
| Descente          | 17e             |

### Coupe du monde
- Meilleur classement général : 41e en 2013.
- 2 podiums dont 1 victoire en carrière.

### Différents classements en Coupe du monde
| Année/Classement | Année/Classement | Général | Général | Descente | Descente | Super G | Super G | Géant  | Géant  | Slalom | Slalom | Combiné | Combiné |
| ---------------- | ---------------- | ------- | ------- | -------- | -------- | ------- | ------- | ------ | ------ | ------ | ------ | ------- | ------- |
| Année/Classement | Année/Classement | Class.  | Points  | Class.   | Points   | Class.  | Points  | Class. | Points | Class. | Points | Class.  | Points  |
| 2010             | 2010             | 59e     | 112     | 20e      | 103      | 46e     | 9       | -      | -      | -      | -      | -       | -       |
| 2011             | 2011             | 85e     | 50      | 32e      | 41       | 46e     | 9       | -      | -      | -      | -      | -       | -       |
| 2012             | 2012             | 61e     | 105     | 20e      | 105      | 12e     | 135     | -      | -      | -      | -      | -       | -       |
| 2013             | 2013             | 41e     | 198     | 10e      | 198      | -       | -       | -      | -      | -      | -      | -       | -       |
| 2015             | 2015             | 56e     | 109     | 23e      | 104      | 50e     | 5       | -      | -      | -      | -      | -       | -       |
| 2016             | 2016             | 66e     | 86      | 26e      | 83       | 52e     | 3       | -      | -      | -      | -      | -       | -       |
| 2017             | 2017             | 79e     | 51      | 33e      | 40       | 46e     | 11      | -      | -      | -      | -      | -       | -       |
| 2018             | 2018             | 45e     | 177     | 18e      | 198      | 33e     | 43      | -      | -      | -      | -      | -       | -       |

### Détail des victoires
| Édition / Épreuve | Descente    | Total |
| 2013              | Sankt Anton | 1     |
| Total             | 1           | 1     |

### Autres
Elle est championne des États-Unis en super G en 2015.